# Oksen Mirzoyán
Oksen Mirzoyán –en ruso, Оксен Мирзоян; –en armenio, Հոկսեն Միրզոյան, Hoksen Mirzoyán– (Angueghakot, URSS, 11 de junio de 1961) es un deportista soviético de origen armenio que compitió en halterofilia. Es padre del halterófilo Arakel Mirzoyán.
Participó en los Juegos Olímpicos de Seúl 1988, obteniendo una medalla de oro en la categoría de 56 kg. Ganó cinco medallas en el Campeonato Mundial de Halterofilia entre los años 1982 y 1987, y cuatro medallas en el Campeonato Europeo de Halterofilia entre los años 1982 y 1986.

## Palmarés internacional
| Juegos Olímpicos   | Juegos Olímpicos         | Juegos Olímpicos  | Juegos Olímpicos |
| Año                | Lugar                    | Medalla           | Categoría        |
| ------------------ | ------------------------ | ----------------- | ---------------- |
| 1988               | Seúl (Corea del Sur)     | Medalla de oro    | 56 kg            |
| Campeonato Mundial |                          |                   |                  |
| Año                | Lugar                    | Medalla           | Categoría        |
| 1982               | Liubliana (Yugoslavia)   | Medalla de plata  | 56 kg            |
| 1983               | Moscú (URSS)             | Medalla de oro    | 56 kg            |
| 1985               | Södertälje (Suecia)      | Medalla de plata  | 56 kg            |
| 1986               | Sofía (Bulgaria)         | Medalla de bronce | 56 kg            |
| 1987               | Ostrava (Checoslovaquia) | Medalla de bronce | 60 kg            |
| Campeonato Europeo |                          |                   |                  |
| Año                | Lugar                    | Medalla           | Categoría        |
| 1982               | Liubliana (Yugoslavia)   | Medalla de plata  | 56 kg            |
| 1983               | Moscú (URSS)             | Medalla de oro    | 56 kg            |
| 1985               | Katowice (Polonia)       | Medalla de plata  | 56 kg            |
| 1986               | Karl-Marx-Stadt (RDA)    | Medalla de plata  | 56 kg            |